# كارولاينا غارسيا
كارولاينا غارسيا (بالإسبانية: Carolina García)‏ هي لاعب هوكي الحقل تشيلية، ولدت في 21 مارس 1985 في تشيلي.